# Valdis Valters
Valdis Valters (Riga, Sovjet-Unie, tegenwoordig Letland, 4 augustus 1957) is een voormalig Sovjet basketbalspeler.

## Carrière
Valters begon zijn carrière in 1976 bij VEF Riga. In 1993 stapte hij over naar Brocēni Riga. Na zijn carrière als speler werd Valters een succesvol coach. Hij werkte als coach in Letland bij Brocēni Riga, Skonto Riga, ASK Riga (junioren) en VEF Riga. Met VEF werd hij drie keer Landskampioen van Letland in 1997, 1998 en 1999.

## Erelijst
- Landskampioen Letland: 9
  - Winnaar: 1974, 1979, 1982, 1984, 1985 1986, 1992, 1993, 1996
- Wereldkampioenschap: 1
  - Goud: 1982
  - Zilver: 1986
- Europees Kampioenschap: 2
  - Goud: 1981, 1985
  - Zilver: 1987
  - Brons: 1983
- Goodwill Games:
  - Zilver: 1986
- Vriendschapsspelen: 1
  - Goud: 1984